# Stade Saint-Lazare
Le stade Saint-Lazare est un stade de football situé au sud de Limoges dans le Centre Sportif Municipal de Saint-Lazare. 
Ce complexe sportif comprend un parcours de golf de dix-huit trous et sept terrains de football dont un terrain d'honneur d'une capacité de 3 000 places.

## Histoire
De  2012 à 2019, le terrain d'honneur a accueilli les matches à domicile de l'équipe du Limoges Football Club, lors de la rénovation  du stade de Beaublanc, dont la capacité a été portée de 9 900 à 13 000 places.
Finalement, à la suite du forfait général de l'équipe première en Régional 2 lors de la saison 2019-2020, le comité exécutif de la FFF impose au Limoges Football de repartir en Départemental 1 pour la saison 2020-2021. Le stade Saint-Lazare accueille les rencontres du nouveau club, Limoges Football qui a pris la suite du club Limoges Football Club.

## Environnement et accès

### Situation
Le stade Saint-Lazare est situé au sud de Limoges dans le Centre Sportif Municipal de Saint-Lazare. 

### Desserte en transports
Ce lieu est desservi par les lignes de bus de la STCL : 4, 15, 24, 32 (station Pôle Saint Lazare).